# Owen Beck
Owen Beck, född 3 februari 2004, är en kanadensisk professionell ishockeyforward som är kontrakterad till Montreal Canadiens i National Hockey League (NHL) och spelar för Peterborough Petes i Ontario Hockey League (OHL).
Han har tidigare spelat för Mississauga Steelheads i OHL.
Beck draftades av Montreal Canadiens i andra rundan i 2022 års draft som 33:e spelare totalt.

## Statistik
| Källa: Utv = Utvisningsminuter Uppdaterad: 2023-05-21 | Källa: Utv = Utvisningsminuter Uppdaterad: 2023-05-21 | Källa: Utv = Utvisningsminuter Uppdaterad: 2023-05-21 |                                           | Grundserie                                | Grundserie                                | Grundserie                                | Grundserie                                | Grundserie                                |                                           | Slutspel                                  | Slutspel                                  | Slutspel                                  | Slutspel                                  | Slutspel                                  |                                           |
| Säsong                                                | Lag                                                   | Liga                                                  | Matcher                                   | Mål                                       | Assists                                   | Poäng                                     | Utv                                       | Matcher                                   | Mål                                       | Assists                                   | Poäng                                     | Utv                                       |                                           |                                           |                                           |
| ----------------------------------------------------- | ----------------------------------------------------- | ----------------------------------------------------- | ----------------------------------------- | ----------------------------------------- | ----------------------------------------- | ----------------------------------------- | ----------------------------------------- | ----------------------------------------- | ----------------------------------------- | ----------------------------------------- | ----------------------------------------- | ----------------------------------------- | ----------------------------------------- | ----------------------------------------- | ----------------------------------------- |
| 2018–2019                                             | Quinte Red Devils                                     | ETA                                                   | 29                                        | 16                                        | 18                                        | 34                                        | 10                                        | —                                         | —                                         | —                                         | —                                         | —                                         |                                           |                                           |                                           |
| 2019–2020                                             | Quinte Red Devils                                     | ETA                                                   | 34                                        | 19                                        | 20                                        | 39                                        | 15                                        | 7                                         | 4                                         | 4                                         | 8                                         | 6                                         |                                           |                                           |                                           |
|                                                       | Cobourg Cougars                                       | OJHL                                                  | 2                                         | 0                                         | 0                                         | 0                                         | 2                                         | —                                         | —                                         | —                                         | —                                         | —                                         |                                           |                                           |                                           |
| 2020–2021                                             | Mississauga Steelheads                                | OHL                                                   | Spelade ej på grund av covid-19-pandemin. | Spelade ej på grund av covid-19-pandemin. | Spelade ej på grund av covid-19-pandemin. | Spelade ej på grund av covid-19-pandemin. | Spelade ej på grund av covid-19-pandemin. | Spelade ej på grund av covid-19-pandemin. | Spelade ej på grund av covid-19-pandemin. | Spelade ej på grund av covid-19-pandemin. | Spelade ej på grund av covid-19-pandemin. | Spelade ej på grund av covid-19-pandemin. | Spelade ej på grund av covid-19-pandemin. | Spelade ej på grund av covid-19-pandemin. | Spelade ej på grund av covid-19-pandemin. |
| 2021–2022                                             | Mississauga Steelheads                                | OHL                                                   | 68                                        | 21                                        | 30                                        | 51                                        | 14                                        | 10                                        | 1                                         | 5                                         | 6                                         | 4                                         |                                           |                                           |                                           |
| 2022–2023                                             | Montreal Canadiens                                    | NHL                                                   | 1                                         | 0                                         | 0                                         | 0                                         | 0                                         | —                                         | —                                         | —                                         | —                                         | —                                         |                                           |                                           |                                           |
|                                                       | Mississauga Steelheads                                | OHL                                                   | 30                                        | 17                                        | 24                                        | 41                                        | 20                                        | —                                         | —                                         | —                                         | —                                         | —                                         |                                           |                                           |                                           |
|                                                       | Peterborough Petes                                    | OHL                                                   | 30                                        | 7                                         | 18                                        | 25                                        | 15                                        | 22                                        | 8                                         | 8                                         | 16                                        | 18                                        |                                           |                                           |                                           |
| NHL totalt                                            | NHL totalt                                            | NHL totalt                                            | 1                                         | 0                                         | 0                                         | 0                                         | 0                                         | —                                         | —                                         | —                                         | —                                         | —                                         |                                           |                                           |                                           |
| OHL totalt                                            | OHL totalt                                            | OHL totalt                                            | 128                                       | 45                                        | 72                                        | 117                                       | 49                                        | 32                                        | 9                                         | 13                                        | 22                                        | 22                                        |                                           |                                           |                                           |

### Internationellt
| Källa: Uppdaterad: 2023-01-29 | Källa: Uppdaterad: 2023-01-29 | Källa: Uppdaterad: 2023-01-29 |         | Utv = Utvisningsminuter | Utv = Utvisningsminuter | Utv = Utvisningsminuter | Utv = Utvisningsminuter | Utv = Utvisningsminuter |
| År                            | Lag                           | Mästerskap                    | Matcher | Mål                     | Assists                 | Poäng                   | Utv                     |                         |
| ----------------------------- | ----------------------------- | ----------------------------- | ------- | ----------------------- | ----------------------- | ----------------------- | ----------------------- | ----------------------- |
| 2023                          | Kanada                        | JVM                           | 3       | 0                       | 1                       | 1                       | 0                       |                         |
| Junior totalt                 | Junior totalt                 | Junior totalt                 | 3       | 0                       | 1                       | 1                       | 0                       |                         |